# Jabalquinto
Jabalquinto è un comune spagnolo di 2 489 abitanti situato nella comunità autonoma dell'Andalusia.

## Geografia fisica
Il confine meridionale è segnato dai fiumi Guadalquivir e Guadalimar. Nella parte settentrionale scorre il Guadiel.